# Антабка

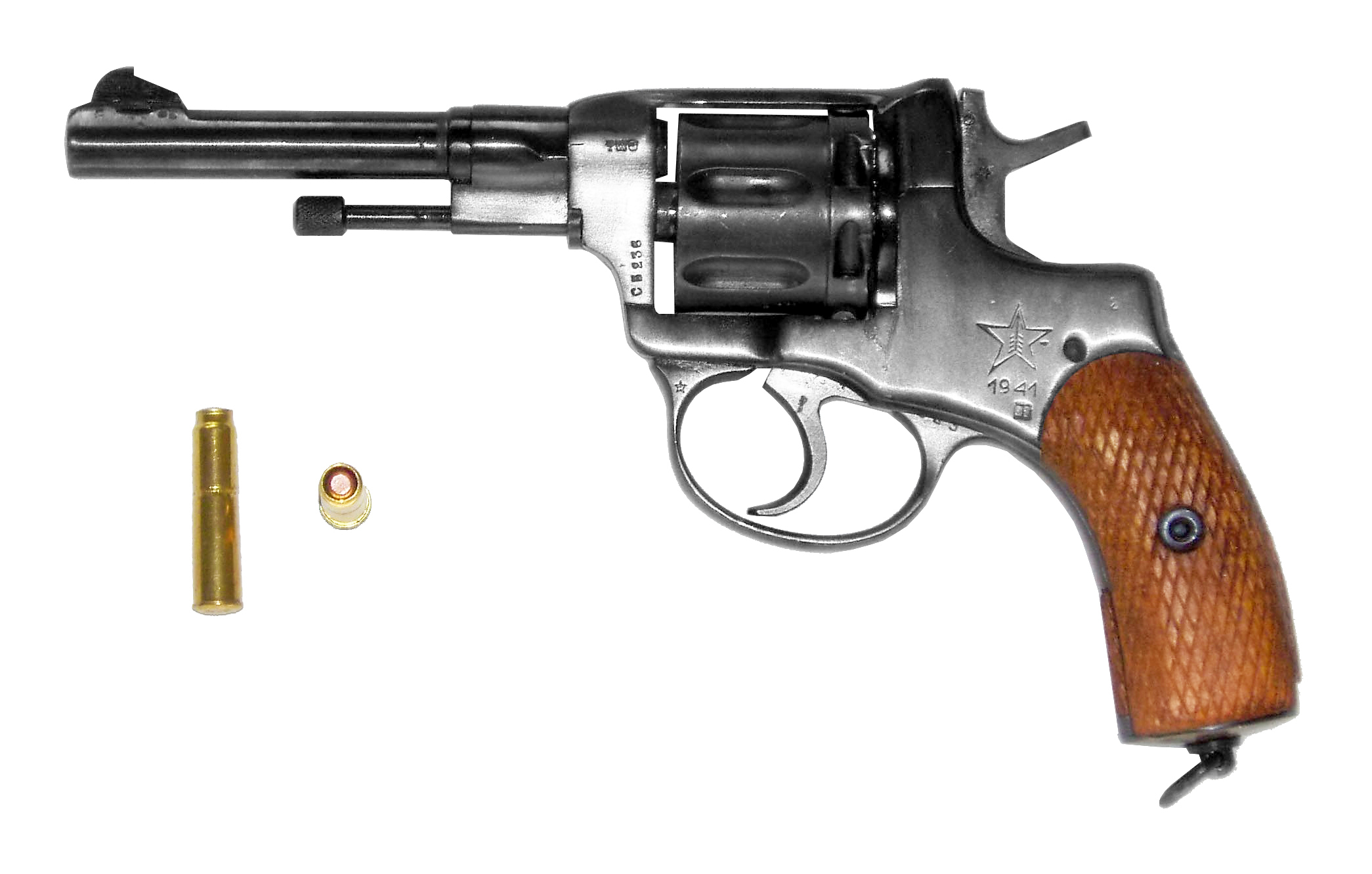
Револьвер системы Нагана, снизу рукояти антабка.

Анта́бка (предположительно от нем. Handhaben — пользоваться, применять, владеть) — деталь оружия, приспособление для крепления и передвижения ремня (погонного ремня) ручного огнестрельного оружия (ружья, автомата, ручного пулемёта) или арбалета, страховочного шнура пистолета или револьвера.

## Конструкция
Представляет собой металлическую скобу или кольцо на шарнире, расположенные на цевье (или дульной части ствола) и прикладе оружия, к которым крепится ремень, либо в нижней части на рукоятке пистолета (револьвера).

## Виды и типы
Антабки бывают:
- верхние[1][3];
- нижние[1][4];
- винтовочные;
- револьверные;
- и так далее.

### Быстросъёмная антабка

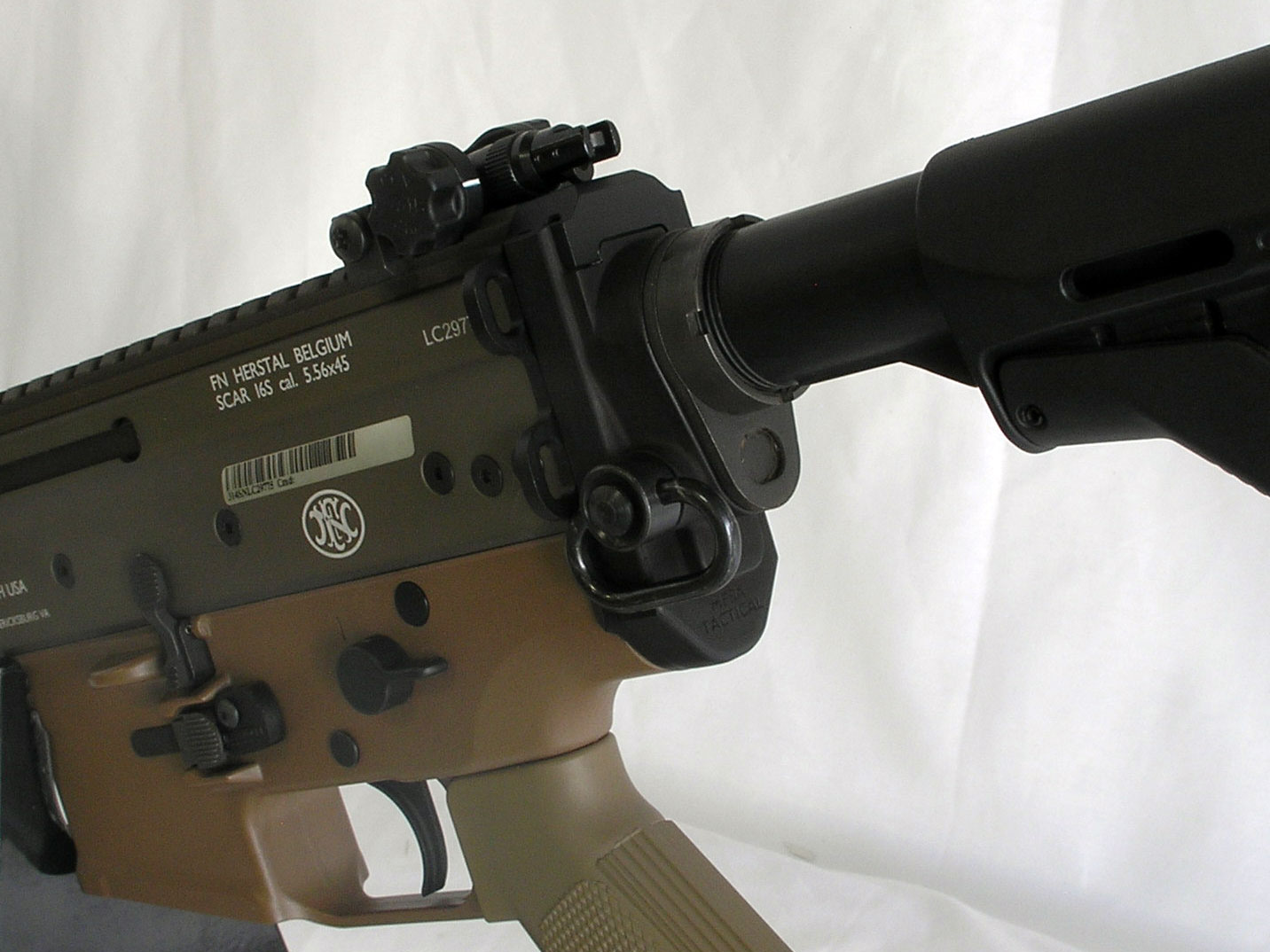
Быстросъёмная антабка на FN SCAR 16S

Быстросъёмная антабка (англ. Quick Detachable, Quick Detach, QD) состоит из вертлюга (приблизительный диаметр 9,4 мм), который вставляется в гнездо (приблизительный диаметр 9,6 мм) на оружии. Вертлюг с кнопкой удерживается в гнезде четырьмя шариковыми фиксаторами. Пружина прижимает шарики к стенкам гнезда. Вертлюг можно быстро вставлять и вынимать, нажимая на кнопку, тем самым ослабляя шариковые фиксаторы. Гнёзда могут быть установлены на оружие различными способами: например, путем сверления отверстия в прикладе и ввинчивания гнезда заподлицо, или с помощью переходника на рельсовые интерфейсы. 
Быстросъёмные антабки АК-12, АК-15 отличаются по габаритам от стандартных (имеют большую длину). 